# Hermon (Sudafrica)
Hermon è un centro abitato sudafricano situato nella municipalità distrettuale di West Coast nella provincia del Capo Occidentale.
Il nome, di origine ebraica, significherebbe "elevato", e sarebbe un riferimento al biblico monte Hermon (Deut. 3:8, 9).